# Soul on Ice
Soul on Ice (Seele auf Eis) ist ein Buch des US-amerikanischen Schriftstellers Eldridge Cleaver (1935–1998). Es handelt sich um während langjähriger Aufenthalte in kalifornischen Gefängnissen geschriebene und vor allem von diesem Hafterlebnis bestimmte Essays des Informationsministers und eines der entscheidenden Führer der Black-Panther-Bewegung. Seine leidenschaftliche und zugleich radikale Anklage an die Gesellschaft der Weißen enthält den berühmten Ausspruch: „Wir werden Menschen sein. Wir werden es sein, oder die Welt wird dem Erdboden gleichgemacht bei unserem Versuch, es zu werden.“
Über seinen Beitritt zu den Black Panthers berichtet der Autor:

„When I decided to join the Black Panther Party, the only hang-up I had was with its name. I was still clinging to my conviction that we owed it to Malcolm to pick up where he left off. / dt. Als ich beschloss, der Black Panther Party beizutreten, hatte ich nur mit ihrem Namen Probleme. Ich klammerte mich immer noch an meine Überzeugung, dass wir es Malcolm schuldig waren, dort weiterzumachen, wo er aufgehört hatte.“

Das Buch zählte zu den „11 Banned Books“ in der Rechtssache Island Trees School District v. Pico vor dem Obersten Gerichtshof (1982).

## Zitat
I'm perfectly aware that I'm in prison, that I'm a Negro, that I've been a rapist, and that I have a Higher Uneducation. (Folsom Prison, 9. Oktober 1965)